# One Rockwell West Tower
One Rockwell West Tower es un rascacielos residencial situado en Rockwell Center, Makati, Filipinas. El edificio forma parte del complejo de edificios One Rockwell. Es el más alto del complejo y uno de los rascacielos más altos de Filipinas, con una altura de 210 m (689 pies).

## Diseño
La torre tiene una forma elíptica y está construida usando el acero habitual y vidrio. Los balcones están construidos en la parte más alta de la torre. La mayoría de la torre está cubierta en cristal tintado de azul pero se usa cristal claro para cubrir la azotea.
La fachada supera la azotea, lo que permite el uso de una piscina en el techo y zona de observación para tener vistas excepcionales de la ciudad sin tener que preocuparse de caerse por el borde. La parte superior de la torre incluye también dos plantas que tienen espacio para relajación en áreas separadas.